# Tony Cárdenas
Tony Cárdenas właściwie Antonio Cárdenas (ur. 31 marca 1963 w Los Angeles) – amerykański polityk, członek Partii Demokratycznej.

## Działalność polityczna
Od 1996 do 2002 zasiadał w Zgromadzeniu Stanowym Kalifornii. Od 2003 był radnym miasta Los Angeles. Następnie w latach 2013-2025 był przedstawicielem 29. okręgu wyborczego w stanie Kalifornia w Izbie Reprezentantów Stanów Zjednoczonych.